# Idaho (cinessérie)

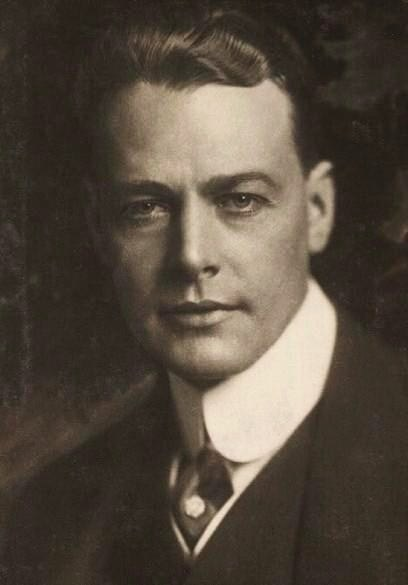
Mahlon Hamilton, que interpreta Boston Graham em "Idaho".

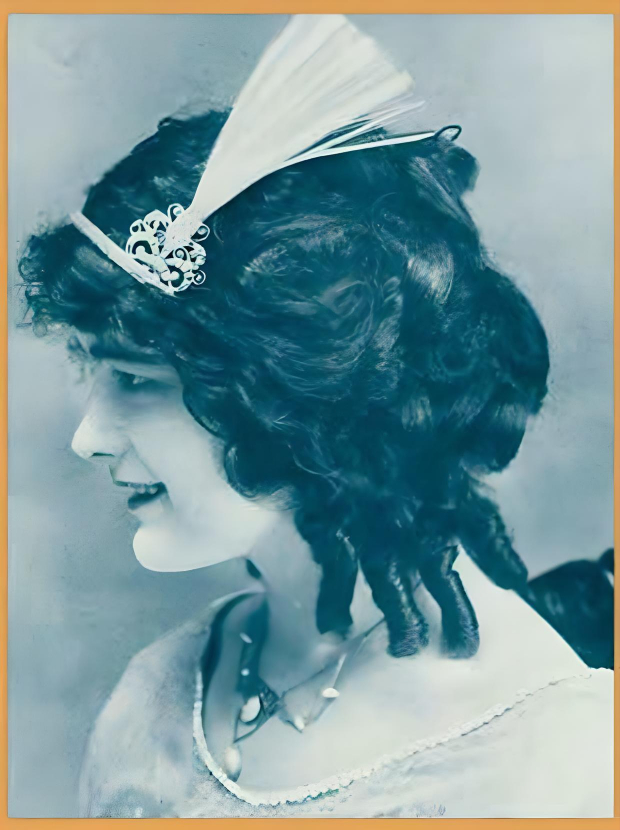
Vivian Rich, estrela de “Idaho”.

Idaho, também conhecido como The Girl Vigilante, é um seriado estadunidense de 1925, gênero Western, dirigido por Robert F. Hill, em 10 capítulos, estrelado por Mahlon Hamilton e Vivian Rich. Produzido e distribuído pela Pathé Exchange, veiculou nos cinemas estadunidenses entre 1 de março e 3 de maio de 1925.
Este seriado é considerado perdido.

## Elenco
- Mahlon Hamilton … Boston Graham
- Vivian Rich … Beth Cameron
- Frederick Vroom … David Cameron
- Frank Lackteen … Tex Osborne
- Omar Whitehead … Doutor Gibbs
- William Quinn … Ike Rogers
- Fred DeSilva … Sam Kellerman
- Charles Brinley … Yarrow
- Nelson McDowell … Angus McPherson
- William Dale … Alexander Jones
- Lillian Gale … Mrs. Jones
- Roy Bassett … Estranho Misterioso
- Gus Saville
- Robert Irwin
- George Burton

## Capítulos
1. Road Agents
2. Hands Up
3. The Stampede
4. Forbidden Testimony
5. Lawless Laws
6. Aroused
7. The Trap
8. The White Streak
9. Unmasked
10. Vigilantes